# Баскал
Баскал (азерб. Basqal) — посёлок и муниципалитет в Исмаиллинском районе Азербайджанской Республики, расположенный в 35 км к востоку от районного центра — города Исмаиллы у подножия Ниялдагского хребта. Центр производства азербайджанских национальных женских головных уборов кялагаи. Население около 1500 человек. В отличие от татоязычного Лагича, расположенного относительно близко, население Баскала азербайджаноязычно. На август 1930 году был указан как центр Басхальского района.

## История

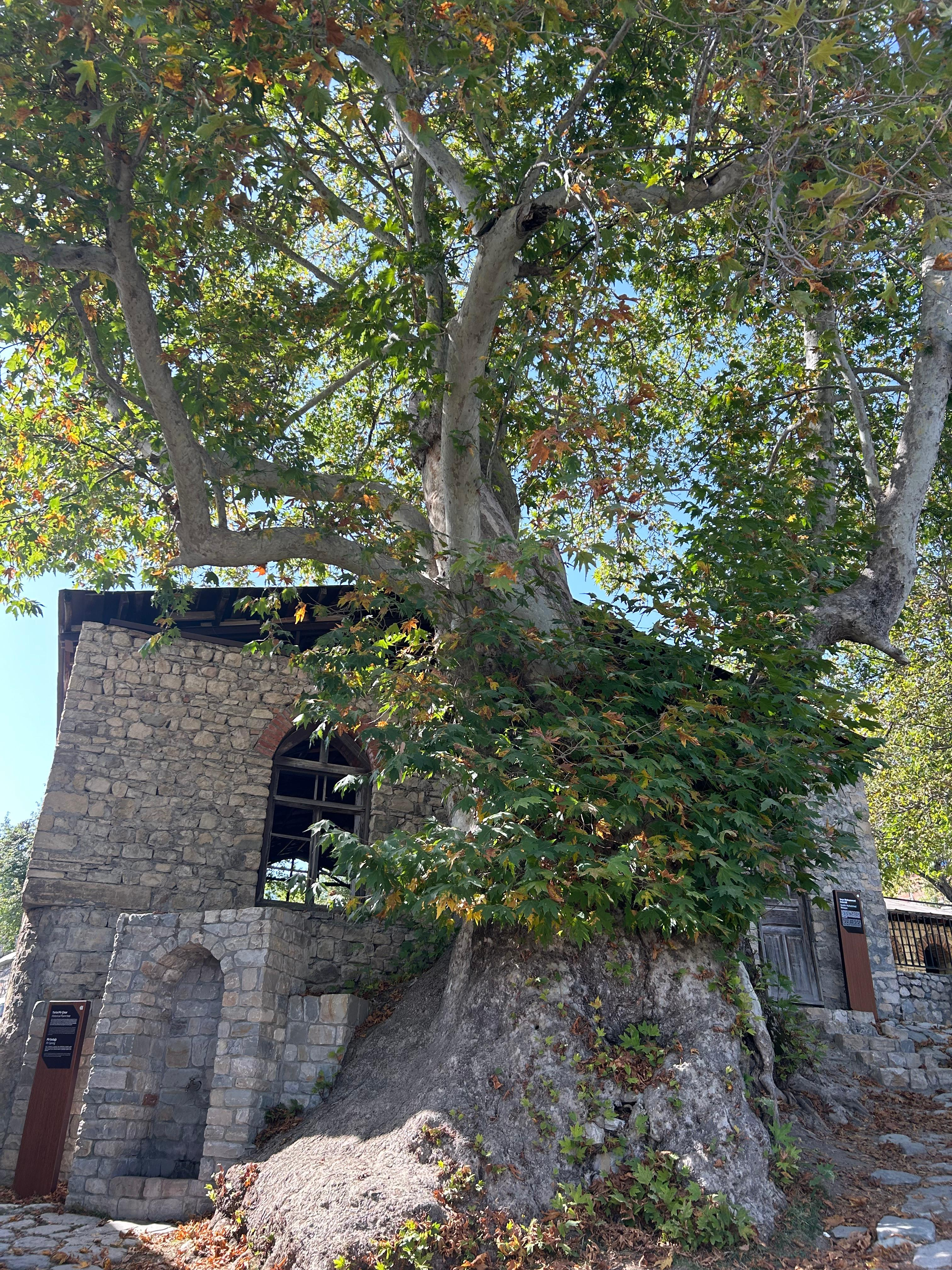
Мечеть Шейха Мухаммеда и Пир чинар

Согласно мнению ряда историков[кто?], Баскал был основан в IV веке. Нынешняя территория поселения принадлежала древнему Албанскому государству. По словам академика Зии Буниятова, слово Басгал, составленное из комбинаций выражений «бас» и «гал», обозначает «построить, или возвести, башню». Результаты археологических исследований, территория «замков», богатая древними и средневековыми памятниками, расположенными на юго-востоке Баскала, свидетельствуют о том, что эти места издавна обжиты человеком — в далёком прошлом здесь уже существовали поселения.
В начале XIX века Восточное Закавказье стало частью Российской империи. Ширванское ханство, занимавшее территорию нынешнего Исмаиллинского района, после бегства в 1820 году местного правителя Мустафы-хана в Персию было преобразовано в Ширванскую провинцию.
К тому времени относится документ «Описание Ширванской провинции, составленное в 1820 году», из которого, в частности, известно, что «татарское» селение Баскалъ входило тогда в Гоузский магал Ширванской провинции, которым управляли родственники ширванского хана Мустафы.
В дальнейшем Баскал относился к Гоузскому магалу Шемахинской губернии, существовавшей в 1846—1859 годах, пока её не переименовали в Бакинскую губернию.
В ноябре 1931 года был образован Исмаиллинский район, центром которого являлся Баскал (1932—1933).
Баскал — посёлок с мощёными узкими улицами, с развитой системой канализации. Он известен древней историей, живописностью, неповторимой красотой окружающей природы, славится своими замками и мечетями. Замковые стены, толщина которых местами достигает нескольких метров, дошли до наших дней в местности «Галабашы» в Баскале. Считается, что эти сооружения были возведены в XIV веке. Здесь также расположены средневековые мечети: первая была построена в XI веке, вторая в XIV веке. Сохранилась старая восточная баня (хаммам), датируемая XVII веком. 
В 1989 году в посёлке был создан государственный культурно-исторический заповедник, который охраняется государством. 3 октября 2018 года президент Азербайджанской Республики Ильхам Алиев подписал указ о проведении в заповеднике работ по исследованию, благоустройству и консервации и реставрации.
Баскал — родное село азербайджанского советского писателя, журналиста Абульгасана Алекперзаде, а также участника Великой Отечественной войны и итальянского движения Сопротивления Мамеда Багирова.

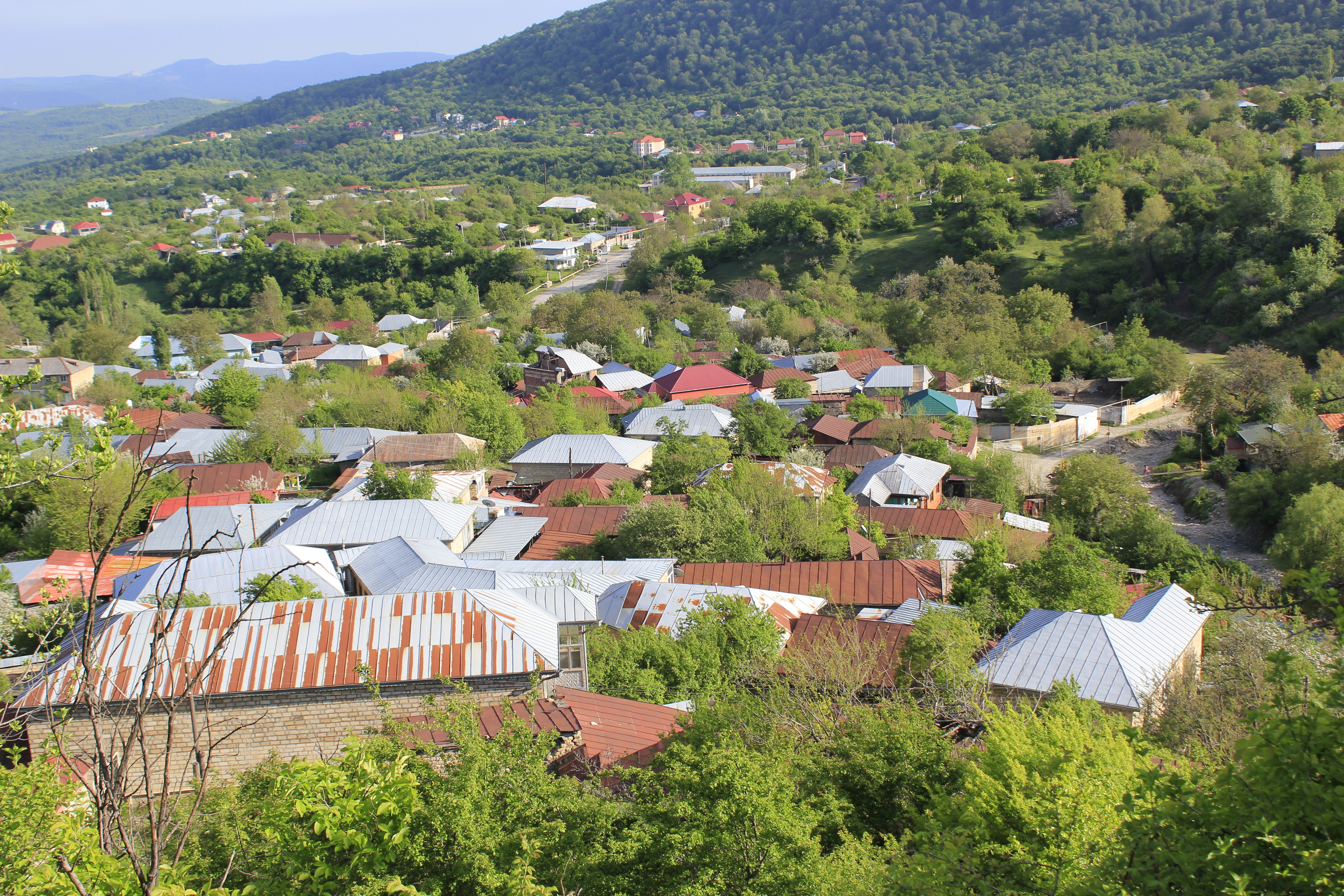
Вид на посёлок

## Население
По материалам посемейных списков на 1886 год, в селе Басхалъ насчитывалось 311 дымов и 2098 жителей, из них 2061 — азербайджанцы (в источнике «татары»), среди которых 1416 — мусульмане-шииты, остальные 645 — мусульмане-сунниты.
Басгальцы говорят на диалекте, близком к диалекту тебризцев, что может свидетельствовать о переселении сюда нынешних местных жителей из Южного Азербайджана в Иране.
По данным Кавказского календаря за 1916 год, село носило название Басхаль и входило в состав Шемахинского уезда Бакинской губернии. Население по тому же источнику указывается как «татары», то есть азербайджанцы.
Согласно сведениям Азербайджанской сельскохозяйственной переписи 1921 года, в Басхале Шемахинского уезда, который был центром одноимённого сельского сообщества, имелось 507 дворов, где проживало 1957 человек, в том числе 1014  мужчин и 943 женщины. В национальном составе преобладали азербайджанские тюрки (азербайджанцы).
В 1926 году в Басхале значилось 11 529 жителей, среди которых азербайджанцы составляли 85,7%, а таты — 0,4%.
По данным на 1976 год в селе проживало 1767 человек.

## Экономика
С древности Баскал был центром ремесленного производства, известен шёлкоткачеством, производством национальных женских шёлковых платков-кялагаи. До нас дошли станки, на которых в старину ткали шёлк. 
Ныне в посёлке работают несколько ковроткацких цехов. Здесь также действуют 4 молочных комбината и цех по производству столовой воды.
Азербайджанское искусство кялагаи под названием «Символизм и традиционное искусство кялагаи» было включено в Репрезентативный список нематериального культурного наследия ЮНЕСКО на состоявшемся 26 ноября 2014 года заседании Межправительственного комитета по нематериальной культуре ЮНЕСКО.
25 июня 2015 года в посёлок впервые был проведён природный газ.

## Достопримечательности
В квартале Калакуче расположен хаммам XVI—XVII вв. постройки. Он функционировал в качестве бани до 1990 года. В 2021 году проведена реконструкция здания. По состоянию на 2024 год хаммам является музеем.
В квартале Демирчибазар расположена мечеть Гаджи Бадал 1854 года постройки. Мечеть включена в список недвижимых памятников истории и культуры местного значения решением Кабинета Министров Азербайджанской Республики № 132 от 2 августа 2001 года.
На юго-западе Басгала археологии обнаружили Басгальскую крепость. 

## В культуре
- Известен азербайджанский народный танец «Баскалы»[27][28].